# Canton de Garlin
Le canton de Garlin est une ancienne division administrative française, située dans le département des Pyrénées-Atlantiques et la région Aquitaine.

## Composition
Le canton regroupe 19 communes :
- Aubous
- Aydie
- Baliracq-Maumusson
- Boueilh-Boueilho-Lasque
- Burosse-Mendousse
- Castetpugon
- Conchez-de-Béarn
- Diusse
- Garlin
- Mascaraàs-Haron
- Moncla
- Mont-Disse
- Mouhous
- Portet
- Ribarrouy
- Saint-Jean-Poudge
- Tadousse-Ussau
- Taron-Sadirac-Viellenave
- Vialer.

## Histoire
- En 1790, Conchez fut le chef-lieu d'un canton composé des communes d'Arricau, Arrosès, Aubous, Aurions, Aydie, Burosse-Mendousse, Cadillon, Crouseilles, Diusse, Lasserre, Mont, Portet, Saint-Jean-Poudge, Tadousse-Ussau et Vialer, et dépendant du district de Pau. De son côté, Garlin était le chef-lieu d'un canton comprenant les communes de Baliracq-Maumusson, Boueilh-Boueilho-Lasque, Castetpugon, Garlin, Mascaraàs-Haron, Moncla, Mouhous, Pouliacq, Ribarrouy et Taron-Sadirac-Viellenave.

- De 1833 à 1840, les cantons de Garlin et de Lembeye avaient le même conseiller général. Le nombre de conseillers généraux était limité à 30 par département[1].

- De 1840 à 1848, les cantons de Garlin et de Thèze avaient le même conseiller général[2].

## Représentation

### Conseillers généraux de 1833 à 2015
| Période               | Identité                              | Parti                  | Qualité |
| --------------------- | ------------------------------------- | ---------------------- | --- |
| 1833-1840 (démission) | Nicolas Lavielle                      | Majorité ministérielle | Avocat à Pau puis magistrat à Riom Député des Basses-Pyrénées (1834-1848) Président du conseil général (1938-1939), propriétaire à Portet |
| 1840-1847 (démission) | Jean-Baptiste Auguste Dariste         | Droite                 | Avocat à la Cour royale de Paris Maire de Lalongue Député (1848-1851)- Sénateur (1853-1870)                                               |
| 1848-1861             | Casimir de Pargade                    |                        | Juge de paix, propriétaire à Garlin |
| 1861-1871             | Nicolas Lavielle                      | Majorité ministérielle | Avocat à Pau puis Procureur Impérial à Dax Député des Basses-Pyrénées (1834-1848), propriétaire à Portet                                  |
| 1871-1900 (décès)     | Justin Quintaà                        | Républicain            | Docteur en médecine à Portet Député (1889-1900) - Sénateur (1900)                                                                         |
| 1900-1925             | Henri Ducastaing (neveu du précédent) | RG                     | Ancien chef du secrétariat du Ministre du Commerce, propriétaire à Diusse                                                                 |
| 1925-1931             | Paul Dubos                            | URD                    | Médecin - Maire de Garlin |
| 1931-1934 (décès)     | Henri Ducastaing                      | RG                     | Ancien chef du secrétariat du Ministre du Commerce, propriétaire à Diusse                                                                 |
| 1934-1940             | Paul Dubos                            | RG-URD                 | Médecin - Maire de Garlin Nommé membre de la Commission administrative départementale en 1941 Nommé conseiller départemental en 1943      |
|                       |                                       |                        | |
| 1945-1964             | Pierre Lacourtiade                    | Rad.                   | Cultivateur à Diusse |
| 1964-1982             | Henri Sibor                           | MRP-CNIP               | Retraité des Caisses d'Epargne Maire de Garlin de 1945 à 1971 Sénateur (1971-1974)                                                        |
| 1982-2001 (décès)     | Henri Tonnet (1937-2001)              | DVD-UDF                | Maire de Garlin (1971-1977) |
| 2001-2015             | Charles Pélanne                       | DVD-NC-UDI             | Agent immobilier Maire de Mont-Disse |

### Conseillers d'arrondissement (de 1833 à 1940)
| Période                                  | Période      | Identité                        | Étiquette       | Qualité |
| ---------------------------------------- | ------------ | ------------------------------- | --------------- | --- |
| 1833                                     | 1848         | Jean Baptiste Serraute-Monpeslé |                 | Propriétaire à Garlin                                                                                       |
| 1848                                     | 1849 (décès) | M. Lavielle                     |                 | |
|                                          |              |                                 |                 | |
|                                          | 1884 (décès) | Jean Jaudet                     |                 | Propriétaire et marchand à Garlin                                                                           |
|                                          |              |                                 |                 | |
| 1919                                     | 1922         | Louis Piot                      |                 | Négociant à Garlin                                                                                          |
| 1922                                     | 1928 (décès) | Louis Jaudet (1870-1928)        |                 | Adjoint au maire de Garlin                                                                                  |
| 1928                                     | 1940         | Hippolyte-Charles Jougla        | RG puis Radical | Vétérinaire à Garlin                                                                                        |
| 1940                                     |              |                                 |                 | Les conseils d'arrondissement ont été suspendus par la loi du 12 octobre 1940 et n'ont jamais été réactivés |
| Les données manquantes sont à compléter. |              |                                 |                 | |

## Démographie
| 1962  | 1968  | 1975  | 1982  | 1990  | 1999  | 2006  | 2011  | 2012  |
| ----- | ----- | ----- | ----- | ----- | ----- | ----- | ----- | ----- |
| 3 874 | 3 657 | 3 545 | 3 562 | 3 501 | 3 474 | 3 539 | 3 743 | 3 732 |